# Nemeskér
Nemeskér is een plaats (község) en gemeente in het Hongaarse comitaat Győr-Moson-Sopron. Nemeskér telt 215 inwoners (2015).

## Afbeeldingen

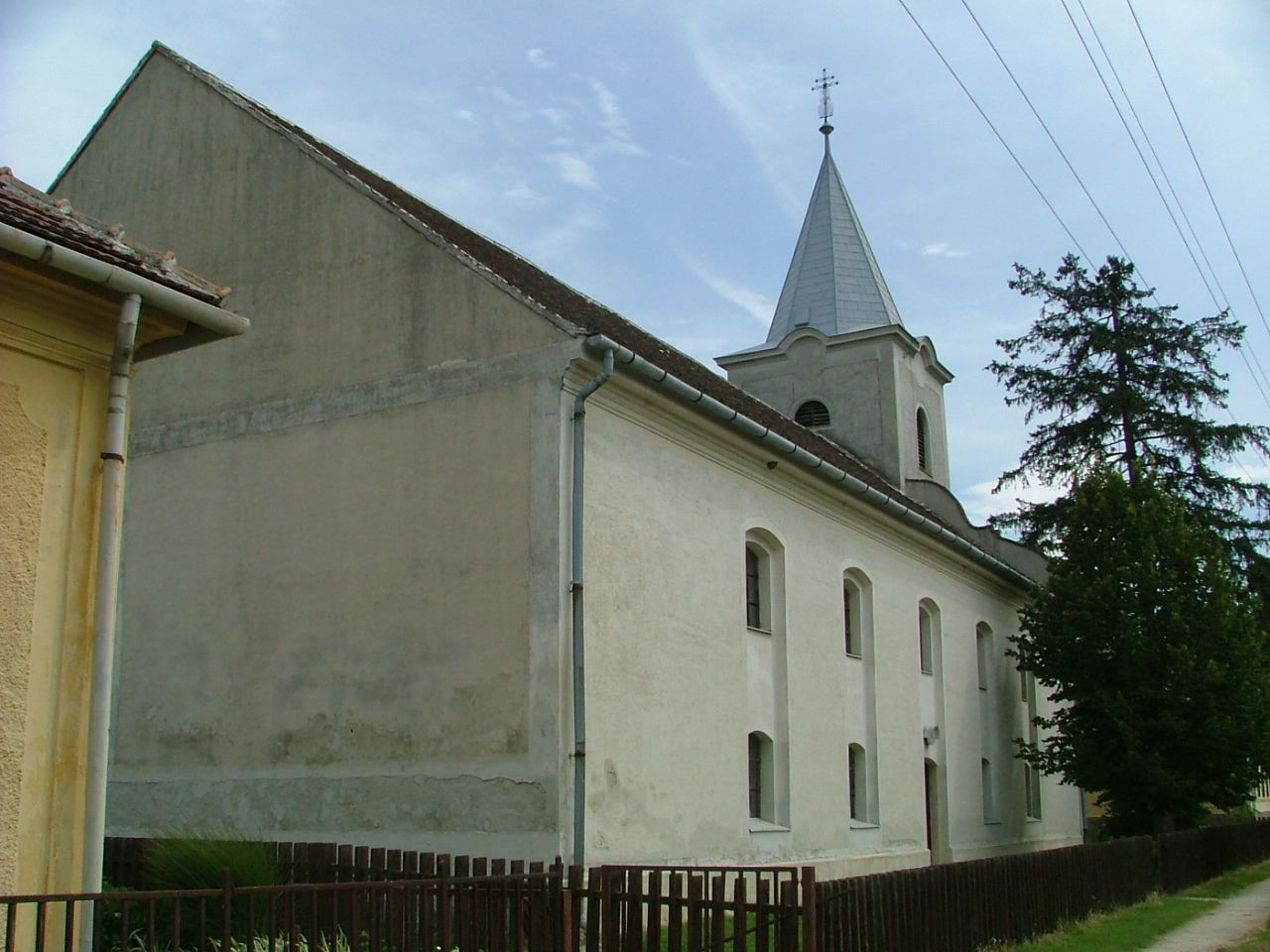
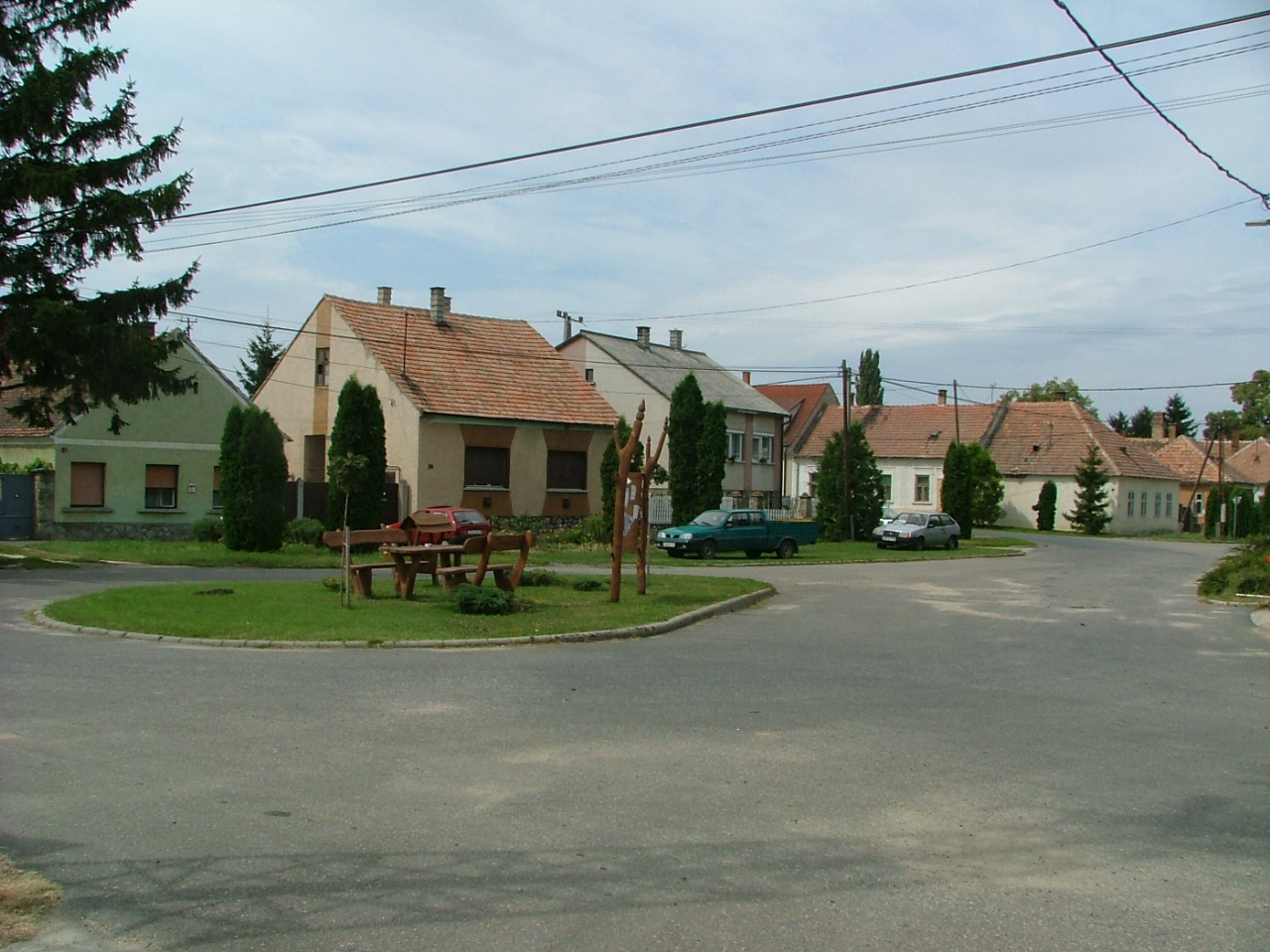
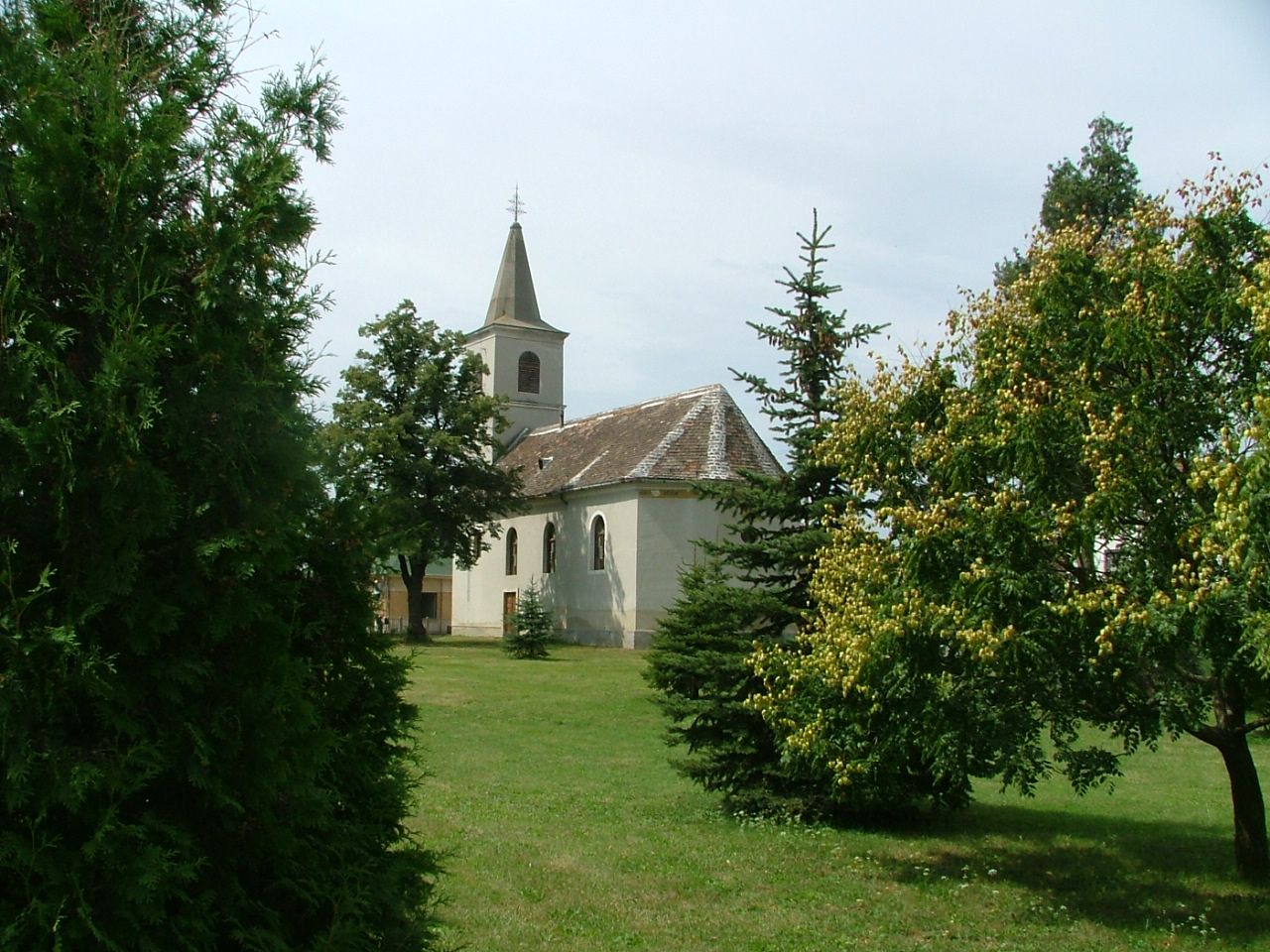
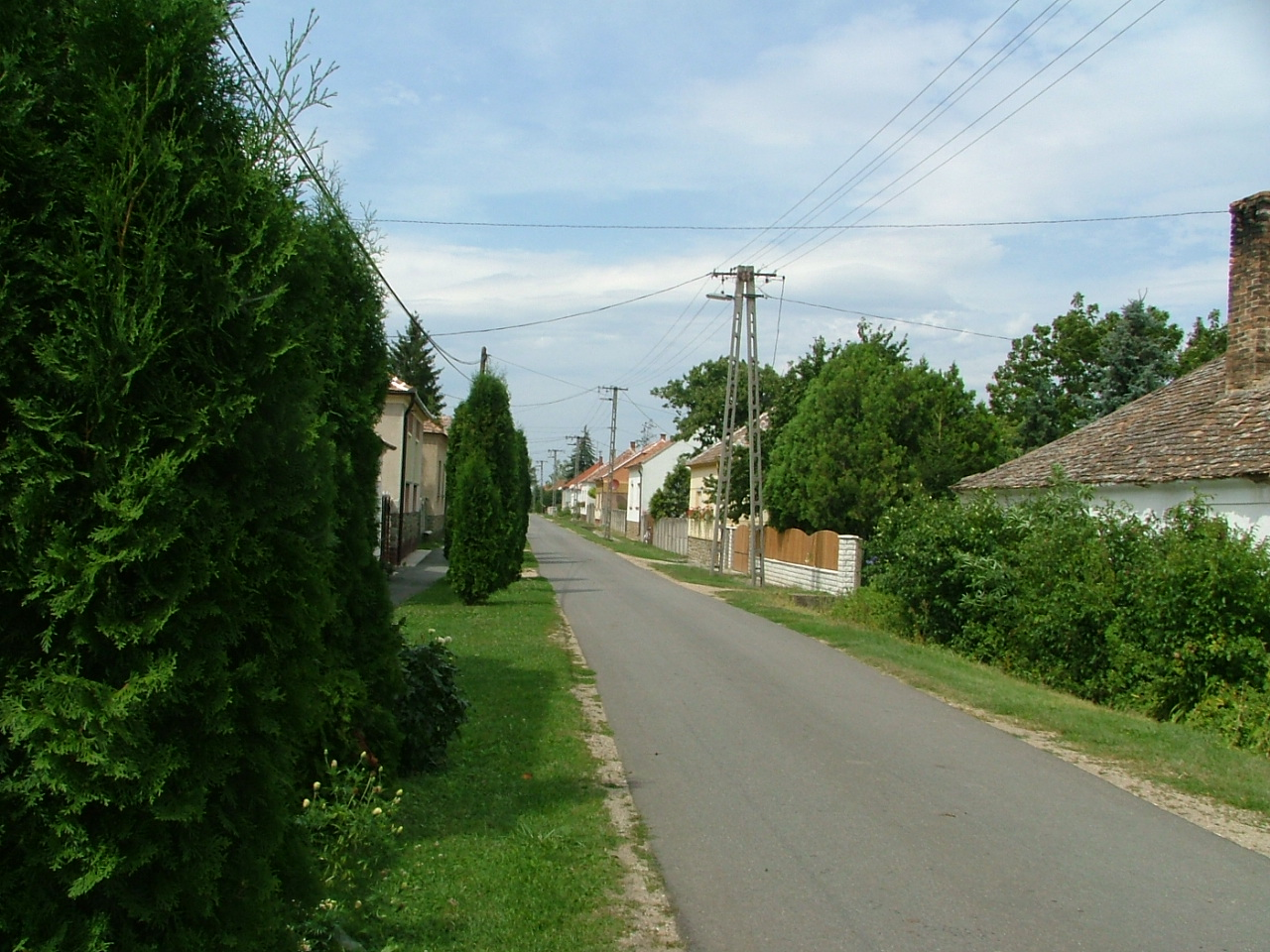